# (15861) Ispahan
(15861) Ispahan est un astéroïde de la ceinture principale.

## Description
(15861) Ispahan est un astéroïde de la ceinture principale. Il fut découvert le 17 avril 1996 à La Silla par Eric Walter Elst. Il présente une orbite caractérisée par un demi-grand axe de 2,99 UA, une excentricité de 0,14 et une inclinaison de 13,6° par rapport à l'écliptique.

## Compléments